# Ausbilder
Als Ausbilder wird bezeichnet, wer die Ausbildungsinhalte einer Ausbildung in der Ausbildungsstätte unmittelbar, verantwortlich und in wesentlichem Umfang vermittelt und dazu die Eignungsanforderungen erfüllt.

## Deutschland

### Ausbildung in Deutschland
In Deutschland muss in jedem Unternehmen, das nach dem dualen System ausbildet, mindestens ein Ausbilder nach der Ausbilder-Eignungsverordnung (AEVO oder AusbEignV) tätig sein, der sowohl Ansprechpartner für die Auszubildenden als auch betriebsintern für die Ausbildung insgesamt verantwortlich ist. Die Mehrheit der Ausbilder in Deutschland hat eine Qualifikation gemäß AEVO.
Eine Ausnahme bilden hier die Ausbildungsberufe der Freien Berufe: Ärzte, Zahnärzte, Tierärzte, Steuerberater, Rechtsanwälte, Sachverständige, Notare, Apotheker etc. Diese müssen keine Ausbildungseignung nach AEVO nachweisen, um ausbilden zu dürfen, sondern erlangen die fachliche Eignung aufgrund ihrer Zulassung bzw. Bestellung zum jeweiligen Freien Beruf.
Jedoch erstreckt sich das Tätigkeitsfeld eines Ausbilders nicht nur auf die Ausbildung von Auszubildenden mit Lehrvertrag. Nach dem Berufsbildungsgesetz (BBiG) § 1, Absatz 4 und 5 schließt das Tätigkeitsfeld die berufliche Fortbildung und die berufliche Umschulung mit ein. Die berufliche Fortbildung umfasst alle beruflichen Qualifizierungsmaßnahmen, die zur Erhaltung, Anpassung und Erweiterung der beruflichen Handlungsfähigkeit dienen. Während die berufliche Umschulung dazu dient, jemand berufsfremden für eine berufliche Tätigkeit zu qualifizieren, dient die Erhaltungsfortbildung dem Erhalt bestimmter Kenntnisse und Fähigkeiten, die Erweiterungsfortbildung soll zusätzliche berufstypische Kenntnisse vermitteln und die Anpassungsfortbildung dient der Anpassung an veränderte Arbeitsbedingungen. Somit erstreckt sich das Ausbildungsfeld auch auf die Auszubildenden mit Arbeitsvertrag.
Um sicherzustellen, dass eine Berufs- und arbeitspädagogische Eignung der Ausbilder vorliegt, müssen Ausbilder die berufs- und arbeitspädagogischen Fertigkeiten, Kenntnisse und Fähigkeiten nachweisen. Dieser Nachweis der Ausbildungsbefähigung nach BBiG § 30, Absatz 1 wird in der Ausbilder-Eignungsverordnung (AEVO) geregelt. In der Regel ist hierzu die Fortbildungsprüfung nach der Ausbilder-Eignungsverordnung zu absolvieren, die umgangssprachlich auch als AdA-Schein bezeichnet wird, da die dazu häufig durchgeführte Qualifizierungsmaßnahme auch Ausbildung der Ausbilder genannt wird. Im Betriebsverfassungsgesetz (BetrVG) § 98, Absatz 2, wird hierzu explizit die Notwendigkeit des Vorhandenseins einer berufs- und arbeitspädagogischen Eignung bei der Durchführung betrieblicher Bildungsmaßnahmen gefordert.

### Voraussetzung für die Prüfung gemäß AEVO
Die Ausbilder-Eignungsverordnung (AEVO) sieht keine gesetzliche Voraussetzung für die Teilnahme an der Prüfung gemäß Verordnung („AdA-Prüfung“) vor. Eine abgeschlossene Berufsausbildung oder ein abgeschlossenes Studium wird ebenfalls nicht verlangt, d. h. jeder, der erfolgreich die AdA-Prüfung bestanden hat, besitzt „automatisch“ die Ausbildungsbefähigung. Ein bestimmtes Mindestalter wird (formaljuristisch) nicht verlangt.
Das Bestehen der Prüfung gemäß AEVO berechtigt nicht automatisch zum Ausbilden. Verantwortlich ausbilden darf, wer die Ausbildereignungsprüfung (damit ist die berufs- und arbeitspädagogische Eignung gegeben) bestanden hat, die fachliche Kompetenz nachweist und persönlich geeignet ist. Die Berechtigung erteilt in Deutschland jeweils die zuständige Industrie- und Handelskammer (IHK) oder Handwerkskammer (HWK) als Genehmigungsbehörde für die Berufsausbildung. Der Ausbilder kann aber auch bei Volkshochschulen und Lehrgängen wie der Ausbildung von  freiwilligen Feuerwehrangehörigen in Gemeinden tätig werden.

### Unterschied Ausbildungsbefähigung/Ausbildungsberechtigung
Die Ausbildungsbefähigung haben grundsätzlich alle, die auch die AdA-Prüfung bestanden haben. Die Ausbildungsberechtigung bekommen nur die, die auch eine abgeschlossene Berufsausbildung oder ein abgeschlossenes Studium vorweisen können oder alternativ die Zuerkennung der fachlichen Eignung durch die zuständige IHK erhalten haben und deren Ausbildungsbetrieb bei der zuständigen Kammer (z. B. IHK oder HWK sowie alle anderen Kammern) eingetragen ist. Nur wer eine Ausbildungsbefähigung und Ausbildungsberechtigung hat, ist somit in Deutschland als Ausbilder/Ausbilderin anerkannt.

### Abschluss
Bei Besitz einer entsprechenden Berufsausbildung erhält man mit erfolgreich bestandener Prüfung der Ausbildung zum Ausbilder die Berechtigung zur Aufstiegsfortbildung zum Geprüften Aus- und Weiterbildungspädagogen.
Der öffentlich-rechtliche Abschluss des Ausbilder (IHK) – AEVO ist somit im IHK-System die erste Fortbildungsstufe.

### Inhalte der Prüfung nach AEVO
2009 wurden die Inhalte gekürzt, die Struktur gestrafft und ausgerichtet auf die betrieblichen Abläufe. Bei der Ausgestaltung stand die Umsetzung in den Unternehmen im Fokus, und zwar in den Unternehmen der Landwirtschaft, des Handwerks, von Industrie, Handel und Dienstleistung sowie im Öffentlichen Dienst. Die nachfolgenden vier Handlungsfelder sollen dies sicherstellen:
- HF 1: Ausbildungsvoraussetzungen prüfen und Ausbildung planen
- HF 2: Ausbildung vorbereiten und bei der Einstellung von Auszubildenden mitwirken
- HF 3: Ausbildung durchführen
- HF 4: Ausbildung abschließen

Nicht jeder darf nach dem Bestehen der AEVO-Prüfung auch tatsächlich sofort ausbilden, denn das Berufsbildungsgesetz fordert im § 30 Absatz 2 die notwendigen beruflichen Fertigkeiten, Kenntnisse und Fähigkeiten sowie die persönliche Eignung. Die bestandene AEVO-Prüfung führt nicht mehr automatisch zum „Ausbilderschein“, sondern ist nur ein Nachweis von mehreren, die erbracht werden müssen.
Die Prüfungsdurchführung blieb unverändert. Weiterhin gibt es einen schriftlichen und einen praktischen Teil, und beide Teile müssen bestanden sein. In der praktischen Prüfung hat der Prüfling die Wahl zwischen einer Präsentation oder der Durchführung einer Ausbildungssituation. Die Prüfung gilt als bestanden, wenn fünfzig Prozent der maximal möglichen Punktzahl erreicht werden. Die notwendige Qualifikation kann im Rahmen einer Prüfung vor den Berufskammern nachgewiesen werden. Es gibt Vorbereitungslehrgänge, in denen die notwendigen rechtlichen wie auch berufs- und arbeitspädagogischen Kenntnisse vermittelt werden sollen; für die Zulassung zu den Prüfungen ist die Teilnahme an einem Lehrgang allerdings nicht verpflichtend. Ebenso besteht auch die Möglichkeit, die Ausbildung zum Ausbilder an einer Hochschule bzw. Berufsakademie zu absolvieren. In der Praxis soll die Ausbildereignung zur Planung, Durchführung, Kontrolle (Qualitätssicherung) und Abschluss von Berufsausbildungen befähigen.
Eine andere Möglichkeit besteht im Zuge eines Studiums der Wirtschaftspädagogik, Ingenieurpädagogik oder Technikpädagogik (Gewerbelehrer). Dort erhält man ebenfalls den Ausbilderschein im Rahmen von Pädagogikvorlesungen und -übungen, jedoch auch hier nicht automatisch. Durch die Studienreform und die Akkreditierung der einzelnen Studiengänge erfüllen nur jene Studien den Anspruch eines öffentlich-rechtlichen Abschlusses, bei denen Inhalte und der Nachweis der berufs- und arbeitspädagogischen Eignung mit akkreditiert wurden. Ansonsten sind es nur private Bescheinigungen der Hochschule, die von den zuständigen Behörden nicht anerkannt werden. Bei der handwerklichen Meisterweiterbildung ist die Ausbildereignungsprüfung immer in die Meisterprüfung integriert. Auch bei einer Reihe von anderen Abschlüssen gehört die entsprechende Qualifikation mit zum Bildungsprofil, wie beim Industriemeister, bei der international gültigen Zertifizierung der Schweißaufsicht zum Schweißlehrer oder beim kaufmännischen Weiterbildungsabschluss zum Geprüften Personalfachkaufmann.

### Persönliche Eignung
Wer Auszubildende einstellen oder/und ausbilden möchte bzw. mit der Ausbildung beauftragt wird, muss persönlich geeignet sein. Das Berufsbildungsgesetz (BBiG) und die Handwerksordnung (HwO) enthalten keine positive Bestimmung des Begriffs der persönlichen Eignung. Grundsätzlich ist jeder Unternehmer, Ausbilder oder Ausbildungsbeauftragter persönlich geeignet sofern keine besonderen Gründe entgegenstehen.
BBiG (§ 29) bzw. HwO legen fest, dass persönlich insbesondere nicht geeignet ist, wer
- Kinder und Jugendliche nicht beschäftigen darf,
- wiederholt oder schwer gegen BBiG bzw. HwO oder gegen die auf der Grundlage dieser Gesetze erlassende Vorschriften und Bestimmungen verstoßen hat.

Verbote, Kinder und Jugendliche zu beschäftigen, enthält das Jugendarbeitsschutzgesetz (§ 25). Sie betreffen in erster Linie Personen, die z. B.
- wegen einer Straftat zu mindestens zweijähriger Haftstrafe verurteilt wurden,
- aufgrund des Verstoßes gegen das Betäubungsmittelgesetz verurteilt wurden,
- aufgrund der Verbreitung jugendgefährdender Schriften verurteilt wurden,
- dreimal zu einer Geldbuße wegen unzulässiger Beschäftigung von Kindern und Jugendlichen verurteilt wurden.

Die Verjährungsfrist beträgt fünf Jahre, d. h. ein Beschäftigungsverbot bleibt außer Betracht, wenn seit dem Tag ihrer Rechtskraft fünf Jahre verstrichen sind.

### Die Rolle des Ausbilders
In der Ausbildung wird vermehrt in Projekten gearbeitet und somit werden die Auszubildenden in den Lernprozessen zu selbstbestimmten und sich selbstorganisierenden Akteuren.
Der Ausbilder kann seine klassischen Rollen des Anweisers und Unterweisers, des Beurteilers und Entscheiders weitgehend verlassen und ist zudem nicht mehr die Hauptinformationsquelle für die Lernenden. Er nimmt eine neue Rolle an und wird zum Organisator, Lernberater, Moderator und Informator. Das Hauptgewicht der Arbeit liegt dabei auf Vor- und Nachbereitung sowie Begleitung und Unterstützung der Lernenden (Lernprozessbegleiter). Zu seinen Aufgaben gehören die Entwicklung von Fachkompetenz, Methodenkompetenz, Persönlichkeitskompetenz und Sozialkompetenz.

### Aussetzung der Nachweispflicht in den Jahren 2003 bis 2009
Für Ausbildungsverhältnisse zwischen dem 1. August 2003 bis einschließlich 31. Juli 2009 waren Ausbilder nach § 7 der Ausbilder-Eignungsverordnung vom Nachweis der Ausbilderprüfung befreit.
Mit Wirkung zum 1. August 2009 ist wieder der Nachweis der berufs- und arbeitspädagogischen Eignung zu führen. Die neue Ausbilder-Eignungsverordnung (AEVO) ist inhaltlich und strukturell überarbeitet worden und gilt für alle Ausbildungsbetriebe, mit Ausnahme des Bereichs der freien Berufe. Alle „Alt“-Ausbilder sind auch zukünftig vom Nachweis der berufs- und arbeitspädagogischen Eignung befreit, aber nur, wenn keine Beanstandungen aufgetreten sind und keine Auflagen erteilt wurden. Das betrifft die eingetragenen(!) Ausbilder, die während des Aussetzungszeitraums von 2003 bis 2009 ausgebildet und die AEVO-Prüfung nicht abgelegt haben.

## Schweiz
In der Schweiz sind die Voraussetzungen in der Berufsbildungsverordnung (BBV) und im Berufsbildungsgesetz (BBG) verankert.
Der Berufsbildnerkurs ist notwendig, um dauerhaft im Betrieb Lehrlinge ausbilden zu können und ist eidgenössisch in der ganzen Schweiz gültig.
Weitere formale Voraussetzung ist weiterhin ein einschlägiger Abschluss (Lehre, Studium, Weiterbildung) und/oder mehrjährige Berufspraxis im Bereich des auszubildenden Berufes. Die entsprechenden Informationen dazu stehen in der jeweiligen Verordnung des Berufes.
Die formale Bezeichnung lautet Berufsbildner/in, umgangssprachlich ist jedoch Lehrmeister/in geläufig.

### Berufsbildnerkurs
Der Kurs dauert normal fünf Tage (40 Stunden), es herrscht Präsenzpflicht. Der Kurs ist für alle Berufe, außer die kaufmännische Berufsausbildung, identisch. Für die kaufmännische Berufsausbildung gibt es spezifische Berufsbildnerkurse, die sich aber nur leicht vom normalen unterscheiden.
Die Kurse werden von verschiedenen Anbietern angeboten, unter anderem auch von höheren Fachschulen, Verbänden und ähnlichen Institutionen. Die Berufsbilderkurse werden oft kantonal subventioniert.
Einige Berufsprüfungen und höhere Fachprüfungen verlangen als Zulassungsvoraussetzung den absolvierten Berufsbilderkurs.

### Berufsbildner/in in Überbetrieblichen Kursen
Hauptberuflicher Berufsbildner für Überbetriebliche Kurse und dritten Lernorten. Die Ausbildung umfasst 600 Lernstunden. Voraussetzung ist der abgeschlossene Berufsbildnerkurs. Zum Lehrgang gehören fünf Kompetenznachweise in Form einer schriftlichen Arbeit zum Seminar Thema.

### Ausbilder mit eidgenössischem Fachausweis
Die Berufsprüfung zum Ausbilder mit eidgenössischem Fachausweis richtet sich an Ausbilder in der Erwachsenenbildung.

### Ausbildungsleiter mit eidg. Diplom
Ausbilder mit eidgenössischem Fachausweis können sich zum Ausbildungsleiter mit eidg. Diplom weiterbilden. Die Prüfung ist eine höhere Fachprüfung. Ausbildungsleiter mit eidg. Diplom sind ebenfalls in der Erwachsenenbildung tätig.